# Tina Hedström

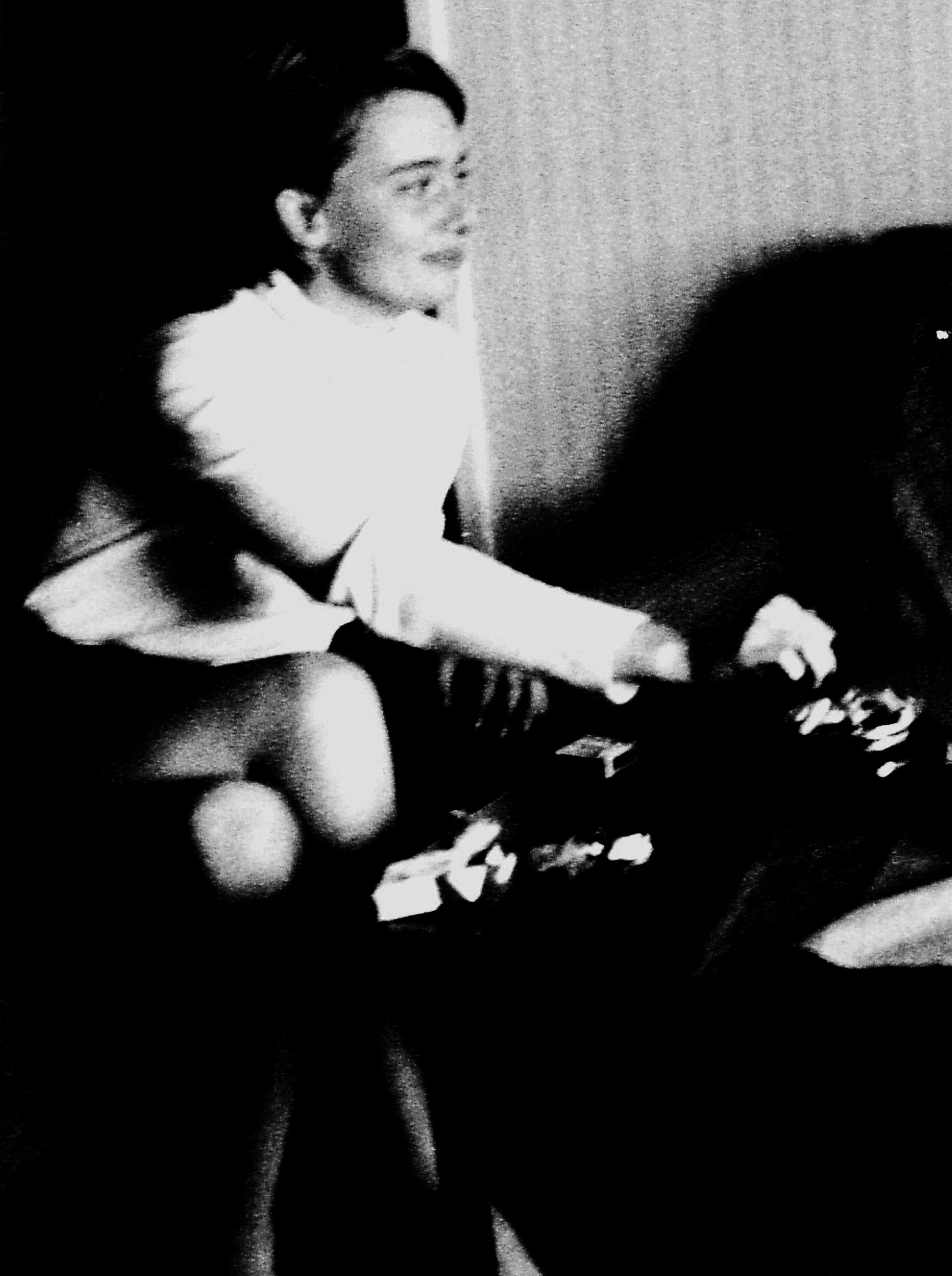
Tina Hedström

Eva Christina „Tina“ Hedström (* 31. Mai 1942 in Solna; † 20. Oktober 1984 in Stockholm) war eine schwedische Schauspielerin.

## Leben
Eva Christina Hedström wurde am 31. Mai 1942 in der schwedischen Gemeinde Solna geboren.
1965 gab sie als Tochter in von Gunnar Björnstrand und Gunn Wållgren gespielten Rollen in Vilgot Sjömans Das Kleid (Klänningen) ihr Filmdebüt.
Internationale Bekanntheit errang sie in der Rolle der Ebba Livin mit dem Film Geschwisterbett (Syskonbädd 1782), ebenfalls an der Seite Gunnar Björnstrands.
Es folgten unter anderem TV-Filme wie die Tennessee-Williams-Adaption der Glasmenagerie, die 1965 unter der Regie von Gunnel Broström entstand und Komödien wie Zusammen mit Gunilla (Tills. med Gunilla månd. kväll o. tisd).
1969 spielt sie die in der Eröffnung wichtige Nebenrolle der russischen Überläuferin Tamara Kuzenov in Alfred Hitchcocks Spionagethriller Topas.
Nach ihrer Rückkehr nach Schweden konnte sie an diesen internationalen Erfolg nicht anknüpfen. Sie trat nur noch in wenigen Filmen auf und arbeitete in einem Stockholmer Blumenladen, um ihren Lebensunterhalt zu verdienen. Ihre letzte Filmrolle hatte sie 1975 als Mutter in Die weiße Wand (Den vita väggen). Hedström starb am 20. Oktober 1984 im Oscars församling (kirchliche Verwaltungseinheit) in Stockholm.

## Filmografie
- 1965 Das Kleid (Klänningen)
- 1965 Juninatt
- 1965 Blodsbröllop
- 1965 Herr Dardanell och hans upptåg på landet
- 1966 Asmodeus
- 1966 Geschwisterbett (Syskonbädd 1782)
- 1966 Tartuffe
- 1966 Patrasket
- 1967 Fadren
- 1967 Glasmenageriet
- 1967 Zusammen mit Gunilla (Tills. med Gunilla månd. kväll o. tisd.)
- 1967 ABC
- 1968 Repetitionen
- 1968 Der Himmel drückt ein Auge zu (Vindingevals)
- 1968 Fanny Hill auf schwedisch (Fanny Hill)
- 1968 Korridoren
- 1969 Topas (Topaz)
- 1971 Maid in Sweden
- 1972 Georgia, Georgia
- 1975 Die weiße Wand (Den vita väggen)